# Cesare Macchiati
Cesare Macchiati (Carassai, 8 aprile 1629 – Roma, 3 giugno 1675) è stato un medico italiano.

## Biografia
Cesare Macchiati è uno dei personaggi più illustri di Carassai, nelle Marche, dove nacque l'8 aprile 1629 da Vincenzo Macchiati (anche lui medico) e Caterina Sagretti . Laureatosi in Filosofia e Medicina all'Università di Fermo  il 13 novembre 1650, esercitò probabilmente la professione in quelle zone prima di trasferirsi a Roma su invito del cardinale Decio Azzolino. Questi, amministratore dei beni e amico della regina Cristina di Svezia, lo presentò alla ex sovrana di cui Macchiati divenne il medico personale. Protomedico, professionista esperto e scrupoloso, Cesare Macchiati non esitò a seguire la regina nei suoi continui spostamenti in Europa (documentati dalle lettere con cui il dottore teneva informato l'amico cardinale sulla salute della regina), oppure a chiedere un consulto specialistico quando i disturbi di Cristina divennero più assillanti.
Grande considerazione il dottor Macchiati ebbe anche nell'ambiente scientifico tanto che dal 1664 al 1669 fu lettore ordinario allo Studio romano della Sapienza della cattedra di Filosofia. Nel 1669-1670 ebbe il delicato incarico di medico di un conclave che si rivelò lungo e difficile, con oltre quattro mesi di discussioni e ben quarantadue votazioni per l'elezione del nuovo papa (Clemente X). Dal 1670 al 1674 fu docente di Medicina practica, sempre presso l'Università della Sapienza con un onorario di 200 scudi d'oro, e nel 1674 fu chiamato alla carica di protomedico per gli stati ecclesiastici. Morì l'anno successivo, a 46 anni (carico di gloria e di ricchezze), sempre fedele nel suo servizio di medico personale della regina Cristina, che nel frattempo si era stabilita definitivamente a Roma diventando una grande animatrice della vita culturale della società del suo tempo e che lo sostituì con il dottor Romolo Spezioli, un altro medico di origini marchigiane protetto dal cardinale Azzolino. Dal 1668 fino alla morte nel 1675  Cesare Macchiati prestò la sua opera anche presso l'Ospedale di San Giovanni dei Genovesi. Venne sepolto nella chiesa romana di San Salvatore in Onda, ma la sua pietra sepolcrale fu ricoperta nel 1729 durante i lavori di restauro e innalzamento del pavimento della chiesa.